# دورين روبنز
دورين روبنز (بالإنجليزية: Doren Robbins)‏ هو مدرس أمريكي، ولد في 20 أغسطس 1949 في لوس أنجلوس في الولايات المتحدة.

## وصلات خارجية
- الموقع الرسمي